# Свічківка (Золотоніський район)
Сві́чківка — село в Україні, у Золотоніському районі Черкаської області. Входить до складу Шрамківської сільської громади. Розташоване на річці Чумгак за 12 км від селища Драбів та за 12 км від залізничної станції Драбове-Барятинське. Населення — 453 чоловіка (на 2009 рік).

## Історія
Село виникло наприкінці XVII століття. Син колишнього Лубенського полковника Леонтія Свічки — Василь Леонтійович у 1706 році викупив «землі понад річкою Чумгак». Його син Іван Васильович розширив володіння захопленням прилеглих земель. Точна дата заснування поселення невідома. Але в «Щоденних записах» Якова Марковича, володаря маєтностей в сусідньому селі Перервинці, було зроблено запис 18 серпня 1731 року:

«…їздив із Перервинець до хутора Свіччиного, бачив косарів, які наше сіно косили».

Іван Свічка помер бездітним, і Свічківська маєтність перейшла двом його сестрам: Катерині, яка була одружена з М. І. Юркевичем, та Домнікії, яка була одружена з І. А. Олександровичем. Обидва ці поміщики мали тут свої приїжджі двори-садиби. В «Описах Київського намісництва» за 1781 рік Свічківка записана «слободою».
На початку XIX століття Олександровичі назавжди оселилися в своєму маєтку, а замість Юркевичів володарем другої частини Свічківки став ротмістр Піщанський.
Село Свічківка є на мапі 1816 року.
1803 року коштом поміщика В. І. Олександровича збудовано Миколаївську цегляну церкву. Завдяки відставному полковнику І. І. Фабріціусу, якого вибрали церковним старостою, парафіяни зібрали на будівництво нової церкви близько 8 000 карбованців. Пізніше, завдяки тому, що І. І. Фабріціус з 1886 року по 1889 рік був головою Пирятинської земської управи, останнє виділило ще 4 000 карбованців позички на будівництво Свічківської церкви. П'ятиглава церква, з дзвіницею і сторожкою, освячена 18 травня 1887 року.

### Радянський період
Під час примусової колективізації у 1928 році було створено перший колгосп «Червоний сніп».
Село постраждало внаслідок геноциду українського народу, проведеного окупаційним урядом СССР 1932-1933 та 1946-1947 роках.
В період Радянсько-німецької війни 243 жителі села воювали на фронтах, з них 115 нагороджено бойовими орденами й медалями. На увічнення пам'яті 159 односельців, які загинули в роки війни, споруджено пам'ятник.
Станом на 1972 рік у селі мешкало 842 особи, тут була розміщена центральна садиба колгоспу ім. Фрунзе, за яким було закріплено 2,9 тисяч га землі, в тому числі 2,6 тисячі га орної. Напрям господарства був зерно-буряковий з розвинутим м'ясо-молочним тваринництвом. На той час в селі працювали середня школа, де навчалося 273 учні, клуб на 150 місць, 2 бібліотеки з книжковим фондом 14 тисяч примірників, фельдшерсько-акушерський пункт, дитячі ясла, побутовий комбінат, філія зв'язну, ощадна каса, 4 магазини.

## Сучасність
Після реформування АПК на розпайованих землях створено сільськогосподарське підприємство агрофірму ТОВ «Баришівська зернова компанія, інвестором якої є американська компанія «Харвест». Працюють також два фермерські господарства. 
З об'єктів соціальної сфери працює навчально-виховний комплекс загальноосвітньої школи I—III ступенів, дошкільний заклад, сільський клуб, 2 фельдшерсько-акушерські пункти, бібліотека, 4 магазини приватних підприємців, поштове відділення, філія «Ощадбанку». 
У 2006 році село було газифіковано на кошти жителів.

## Відомі люди
На хуторі Кохнівка (нині в складі села) народився Григорій Костянтинович Ходоровський (1853—1927) — український піаніст, композитор і педагог.